# شمس الدين الواسطي
شمس الدين الواسِطي (717 - 776 هـ / 1317 - 1374 م) هو مفسر، عالم بأصول الفقه، من شيوخ الشافعية.
هو محمد بن الحسن بن عبد الله الحسيني الواسطي، أبو عبد الله شمس الدين. سمع الحديث بمصر، واستقر وتوفي بدمشق في ربيع الأول.

## آثاره
ذكر الزركلي أن له:
- مجمع الاخبار في مناقب الاخيار.
- كتاب في التفسير.
- كتاب في أصول الدين.
- الرد على التناقض للاسنوي.
- رح مختصر ابن الحاجب.
- المطالب العلية في مناقب الشافعية.[2]